# François-Pierre-Auguste Léger
François-Pierre-Auguste Léger (Bernay, 16 mars 1766 - Paris, 28 mars 1823) est un auteur dramatique français.

## Biographie
Fils d'un chirurgien, il devient précepteur de fils de famille puis, abandonne l'enseignement pour s'engager dans une troupe de comédiens aux théâtres du Vaudeville (1790-1797) et des Troubadours (1797-1800). Il joue les rôles d'amoureux et de niais et se lance aussi dans l'écriture, jouant dans les premières pièces qu'il rédige comme L'Auteur d'un moment qui le fait connaître du grand public. Après sept années au Vaudeville, il passe aux Troubadours dont il devient directeur-adjoint, jusqu'à la fermeture par faillite de ce théâtre le 1er mars 1800.
Devenu professeur de littérature et de morale dans un pensionnat de demoiselles (1801), il obtient un poste de greffier de justice de paix à Saint-Denis mais continue de faire représenter ses pièces au Théâtre du Palais-Royal, au Théâtre des Variétés, au Théâtre-Français, au Théâtre de la Gaîté ou encore au Théâtre de l'Odéon.
La restauration lui fait perdre son poste de greffier mais il parvient à retrouver une place dans l'administration du Timbre avant de devenir directeur du Théâtre de Nantes (1816-1818).
Il meurt à Paris, rue du Croissant, le 28 mars 1823.

## Œuvres
- Le Danger des conseils, ou la Folle inconstance, comédie en 1 acte et en vers, 1790
- L'Orphelin et le curé, fait historique, en 1 acte et en prose, 1790
- La Folle Gageure, comédie en un acte et en prose, 1790
- Alain et Rosette, comédie en vaudevilles, en 1 acte, 1792
- L'Apothéose du jeune Barra, tableau patriotique en un acte, mêlé d’ariettes, avec Louis Emmanuel Jadin, 1792
- L'Auteur d'un moment, comédie en 1 acte, en vers et en vaudevilles, 1792
- La Cinquantaine, comédie en un acte en prose et en vaudeville, 1792
- L'Isle des femmes, divertissement en un acte et en vaudevilles, 1792
- Joconde, comédie en deux actes et en vaudevilles, 1792
- L'Heureuse Décade, divertissement patriotique, en un acte et en vaudevilles, avec Pierre-Yves Barré et Jean-René Rosières, 1793
- Nicaise, peintre, opéra-comique en un acte et en prose, 1793
- Le Dédit mal gardé, divertissement patriotique en 1 acte, en prose et en vaudevilles, avec Louis Philipon de La Madelaine, 1793
- La Gageure inutile ou Plus de peur que de mal, comédie en un acte, 1793
- Georges et Gros-Jean, ou l'Enfant trouvé, fait historique, en 1 acte et en vaudevilles, 1793
- La Papesse Jeanne, comédie en un acte, 1793
- Christophe Dubois, fait historique en 1 acte et en prose, mêlé de vaudevilles, 1794
- Le Sourd guéri, ou les Tu et les Vous, comédie en un acte, mêlée de vaudevilles, avec Barré, 1795
- Angélique et Melcour, ou le Procès, comédie en un acte, 1796
- Ziste et zeste, ou les Importuns, folie en 1 acte et en vaudevilles, avec Jean-François Cailhava de L'Estandoux, 1796
- Belle et Bonne ou les Deux Sœurs, comédie en 1 acte, 1797
- Le Déménagement du Salon ou le Portrait de Gilles, comédie-parade en un acte et en vaudevilles, avec Noël Aubin, René de Chazet et Emmanuel Dupaty, 1798
- L'Homme sans façon, ou le Vieux Cousin, comédie en 3 actes et en vers, 1798
- La Journée de Saint-Cloud, ou le Dix-neuf brumaire, divertissement-vaudeville en un acte et en prose, avec de Chazet et Armand Gouffé, 1799
- Il faut un état, ou la Revue de l'an six, proverbe en un acte, en prose, et en vaudevilles, avec Jean-Michel-Pascal Buhan et de Chazet, 1799
- La Clef forée, ou la 1re représentation, anecdote en vaudevilles et en 1 acte, avec Auguste Creuzé de Lesser, 1800
- Le Vieux Major, vaudeville en 1 acte et en prose, avec René Charles Guilbert de Pixérécourt, 1801
- Les Aveugles mendiants ou Partie et revanche, vaudeville anecdotique en 1 acte, 1802
- Un tour de jeune homme, anecdote en 1 acte et en prose, avec de Chazet, 1802
- Rhétorique épistolaire, ou Principaux élémens de l'art oratoire appliqués au genre épistolaire, suivis d'un traité succinct sur la manière de lire et de réciter à haute voix, 1803
- Henri de Bavière, opéra en 3 actes, avec Antoine-Pierre Dutramblay, 1804
- Bombarde, ou les Marchands de chansons, parodie d'Ossian, ou les Bardes , mélodrame lyrique en 5 actes, avec Joseph Servières, 1804
- Un quart-d'heure d'un sage, comédie en 1 acte, mêlée de vaudevilles, avec Servières, 1804
- Le Billet de logement, comédie en 1 acte, mêlée de vaudevilles, 1805
- La Belle Hôtesse, comédie en 1 acte, mêlée de vaudevilles, avec de Chazet, 1806
- Le Billet de loterie, comédie en un acte, avec de Chazet, 1811
- Henri IV à Billière, comédie en 2 actes et en vers, 1816
- Maria, ou la Demoiselle de compagnie, comédie en 1 acte et en vers, 1817
- John Bull, ou Voyage à l'île des chimères, 1818
- Macédoine, ou Poésies et chansons érotiques, badines et grivoises, Béchet aîné, 1819
- M. Partout, ou le Dîner manqué, tableau-vaudeville en 1 acte, 1819
- Un dimanche à Passy, ou M. Partout, tableau-vaudeville en 1 acte, avec de Chazet et Marc-Antoine Désaugiers, 1821
- Le Fruit défendu, vaudeville en 1 acte, avec Gabriel-Alexandre Belle, 1821